# Araneus pahalgaonensis
Araneus pahalgaonensis este o specie de păianjeni din genul Araneus, familia Araneidae, descrisă de Benoy Krishna Tikader și Bal, 1981. Conform Catalogue of Life specia Araneus pahalgaonensis nu are subspecii cunoscute.